# Боливарианские игры 1951
3-е Боливарианские игры проходили с 5 по 21 декабря 1951 года в Каракасе (Венесуэла). В соревнованиях приняли участие 1010 спортсменов из 6 стран. Игры были официально открыты президентом страны Херманом Суаресом Фламеричем.

## Страны-участницы
| - Боливия - Колумбия | - Эквадор - Панама | - Перу - Венесуэла |

## Виды спорта
- Водные виды спорта:
  -  Прыжки в воду
  -  Плавание
  -  Водное поло
- Лёгкая атлетика
- Бейсбол
- Баскетбол
- Баскская пелота
- Бокс
- Бильярд
- Болас криоллас
- Колео
- Шахматы
- Велоспорт
- Конный спорт
- Фехтование
- Футбол
- Гольф
- Современное пятиборье
- Стрельба
- Настольный теннис
- Теннис
- Волейбол
- Тяжёлая атлетика
- Борьба

## Итоги Игр
| Место | Страна    | Золото | Серебро | Бронза | Всего |
| 1     | Перу      | 40     | 39      | 25     | 104   |
| 2     | Венесуэла | 33     | 31      | 31     | 95    |
| 3     | Панама    | 18     | 7       | 12     | 37    |
| 4     | Колумбия  | 14     | 21      | 18     | 53    |
| 5     | Эквадор   | 3      | 7       | 6      | 16    |
| 6     | Боливия   | 0      | 3       | 4      | 7     |
| Всего | Всего     | 108    | 108     | 96     | 312   |